# سام کالینز (بازیکن فوتبال، زاده۱۹۸۹)
سام کالینز (انگلیسی: Sam Collins؛ زادهٔ ۱ ژوئن ۱۹۸۹) بازیکن فوتبال اهل بریتانیا است.
از باشگاه‌هایی که در آن بازی کرده‌است می‌توان به باشگاه فوتبال کترینگ تاون اشاره کرد.